# Wergenstein
Wergenstein (rätoromanisch Vargistagn) war eine selbstständige politische Gemeinde in der Region Viamala im Kanton Graubünden, Schweiz. 1923 fusionierte Wergenstein mit der ehemaligen Gemeinde Casti zur Gemeinde Casti-Wergenstein, die ihrerseits am 1. Januar 2021 mit Donat, Lohn und Mathon zur Gemeinde Muntogna da Schons fusionierte.
Das Dorf Wergenstein liegt auf 1485 m ü. M. am oberen Schamserberg.

## Geschichte

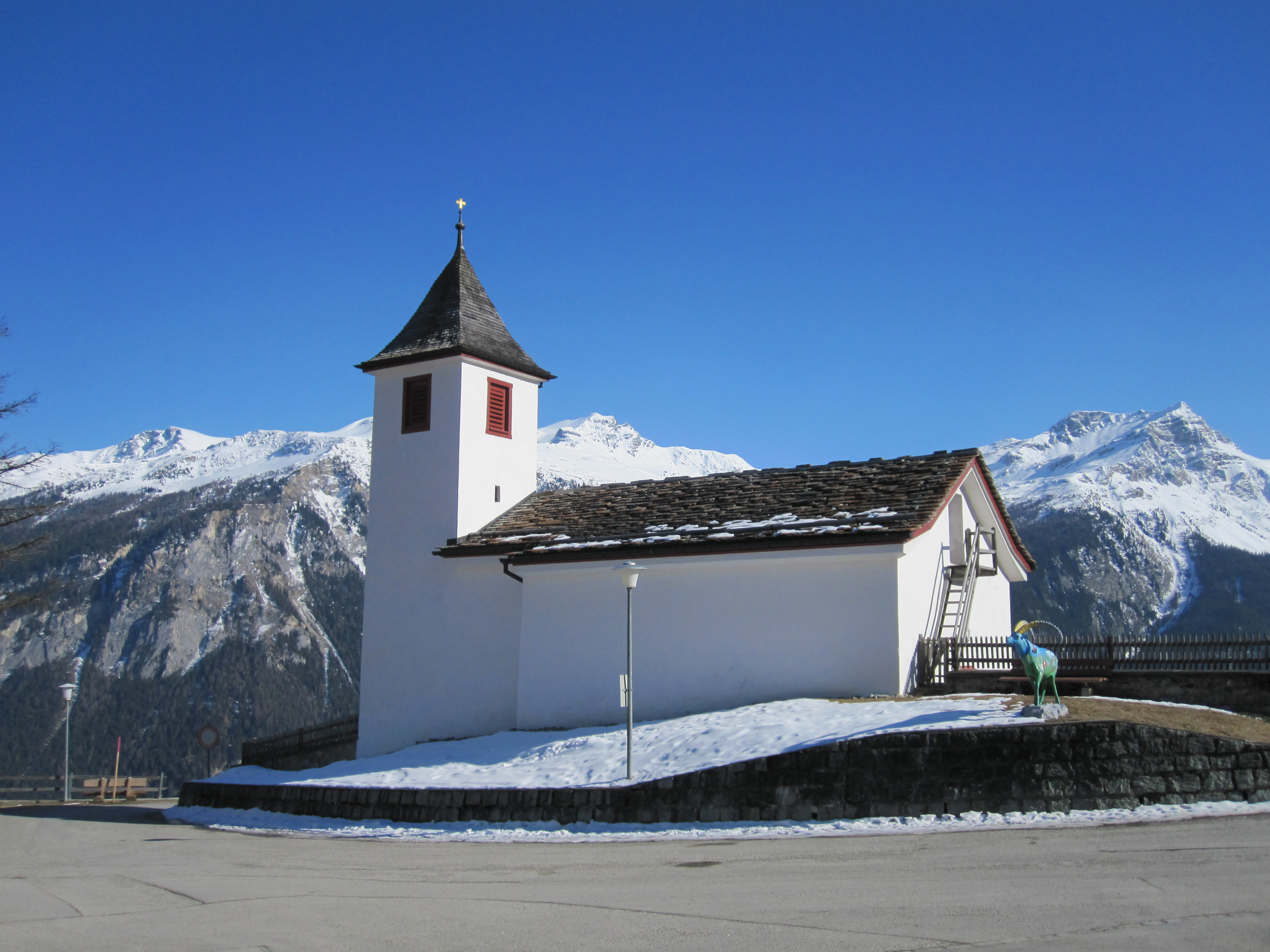
Kirche Wergenstein

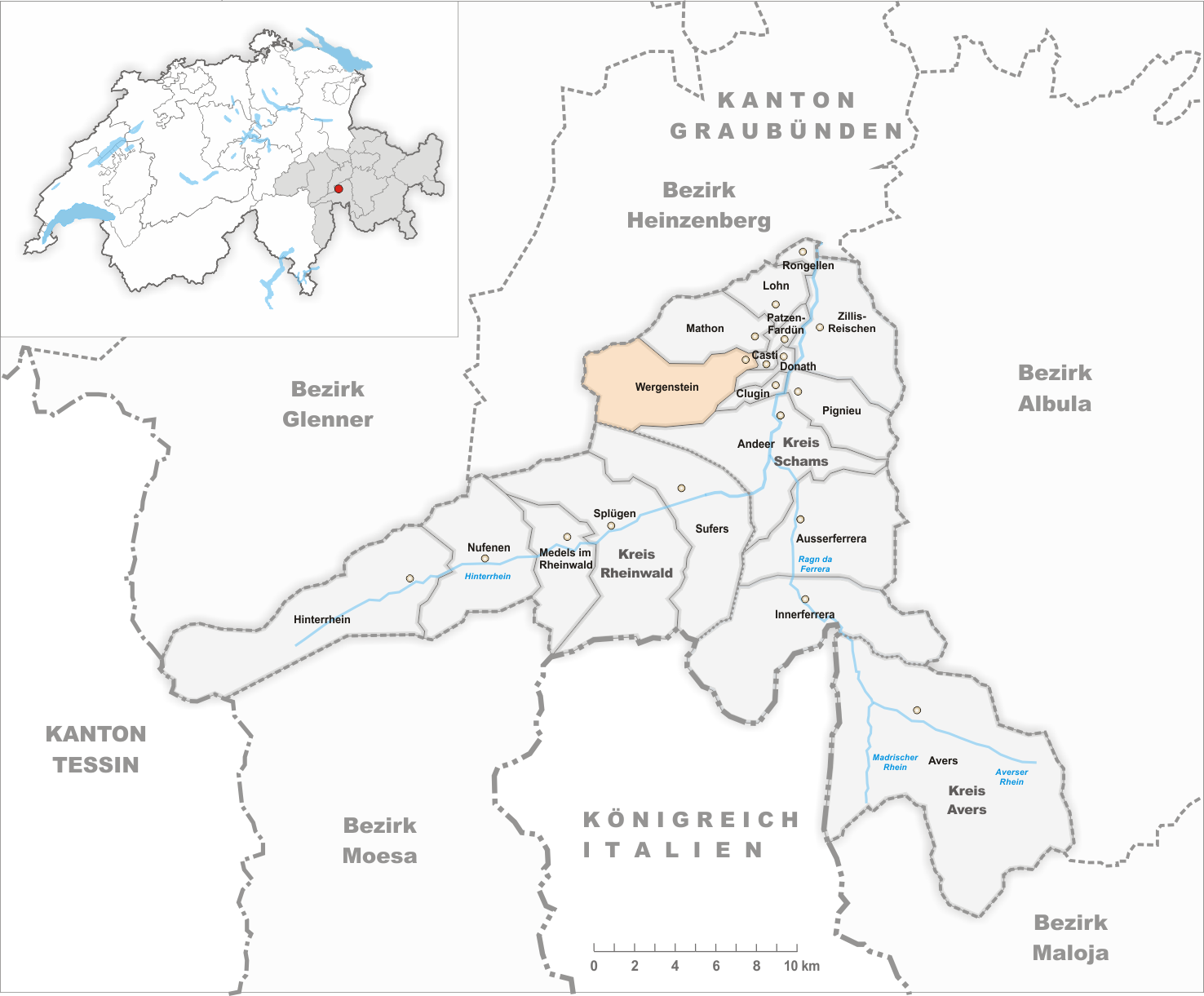
Gemeindestand vor der Fusion am 1. Januar 1923

Der Ort wurde 1219 als Vergasteno erwähnt. Im Gebiet von Wergenstein wurde eine Nekropole aus dem 6. und 7. Jahrhundert ausgegraben. Die Burgstelle blieb ohne urkundliche Hinweise. Die Annahme einer frühen Höhenumgehung der Rofla- und Viamalaschlucht über Wergenstein gilt als unwahrscheinlich. Das Dorf trat vor 1538 zur Reformation über und die Kapelle St. Calixt wird 1538 erwähnt.
1851 wurde die Gemeinde dem Kreis Schams im Bezirk Hinterrhein zugeteilt. 1924 bis 1926 erfolgte der Bau der Fahrstrasse. 1931 richtete der Schweizerische Metall- und Uhrenarbeiterverband im Dorf ein Hotel ein, das die Geschäftsstelle des 2013 anerkannten regionalen Naturparks Beverin beherbergt. Rund 55 Prozent der Einwohner von Casti-Wergenstein waren 2000 romanischsprachig.

## Bevölkerung
| Jahr      | 1808 | 1850 | 1900 | 1920 |
| Einwohner | 85   | 68   | 22   | 23   |